# Episodi di Workin' Moms (quarta stagione)
La quarta stagione della serie televisiva Workin' Moms, composta da 8 episodi, è stata trasmessa in prima visione assoluta negli Stati Uniti d'America da CBC Television dal 18 febbraio 2020 al 7 aprile 2020.
In Italia è stata pubblicata da Netflix il 6 maggio 2020.
| n° | Titolo originale             | Prima TV Usa     | Prima TV Italia |
| -- | ---------------------------- | ---------------- | --------------- |
| 1  | Charade                      | 18 febbraio 2020 | 6 maggio 2020   |
| 2  | Black Sheep                  | 25 febbraio 2020 | 6 maggio 2020   |
| 3  | The Man in the Mexican Mask  | 3 marzo 2020     | 6 maggio 2020   |
| 4  | No One's Coming              | 10 marzo 2020    | 6 maggio 2020   |
| 5  | To Lure a Squirrel           | 17 marzo 2020    | 6 maggio 2020   |
| 6  | Lice                         | 24 marzo 2020    | 6 maggio 2020   |
| 7  | Bad Reputation               | 31 marzo 2020    | 6 maggio 2020   |
| 8  | Charlie and the Weed Factory | 7 aprile 2020    | 6 maggio 2020   |